# Fiestas Minervalias
Las Fiestas Minervalias en Guatemala se llevaron a cabo durante el gobierno liberal del dictador Manuel Estrada Cabrera. Aunque el ideólogo de estas celebraciones fue el escritor Rafael Spínola -Ministro de Fomento en el gobierno de Estrada Cabrera- el presidente se quedó con la autoría de las mismas. Desde su creación en 1899 constituyeron las máximas celebraciones en Guatemala, por encima incluso de la conmemoración anual de la Reforma Liberal el 30 de junio de 1871 y de las fiesta de la Independencia de Centroamérica el 15 de septiembre.
Los liberales crearon estas fiestas que hacían resaltar a la cultura clásica griega sin buscar elementos nacionales e incorporando la nueva tecnología conocida y los deportes. Aunque los críticos del régimen de Estrada Cabrera las consideraban como fiestas que sólo promovían la adulación y el homenaje al presidente, las celebraciones fueron mucho más allá.

## Reseña histórica

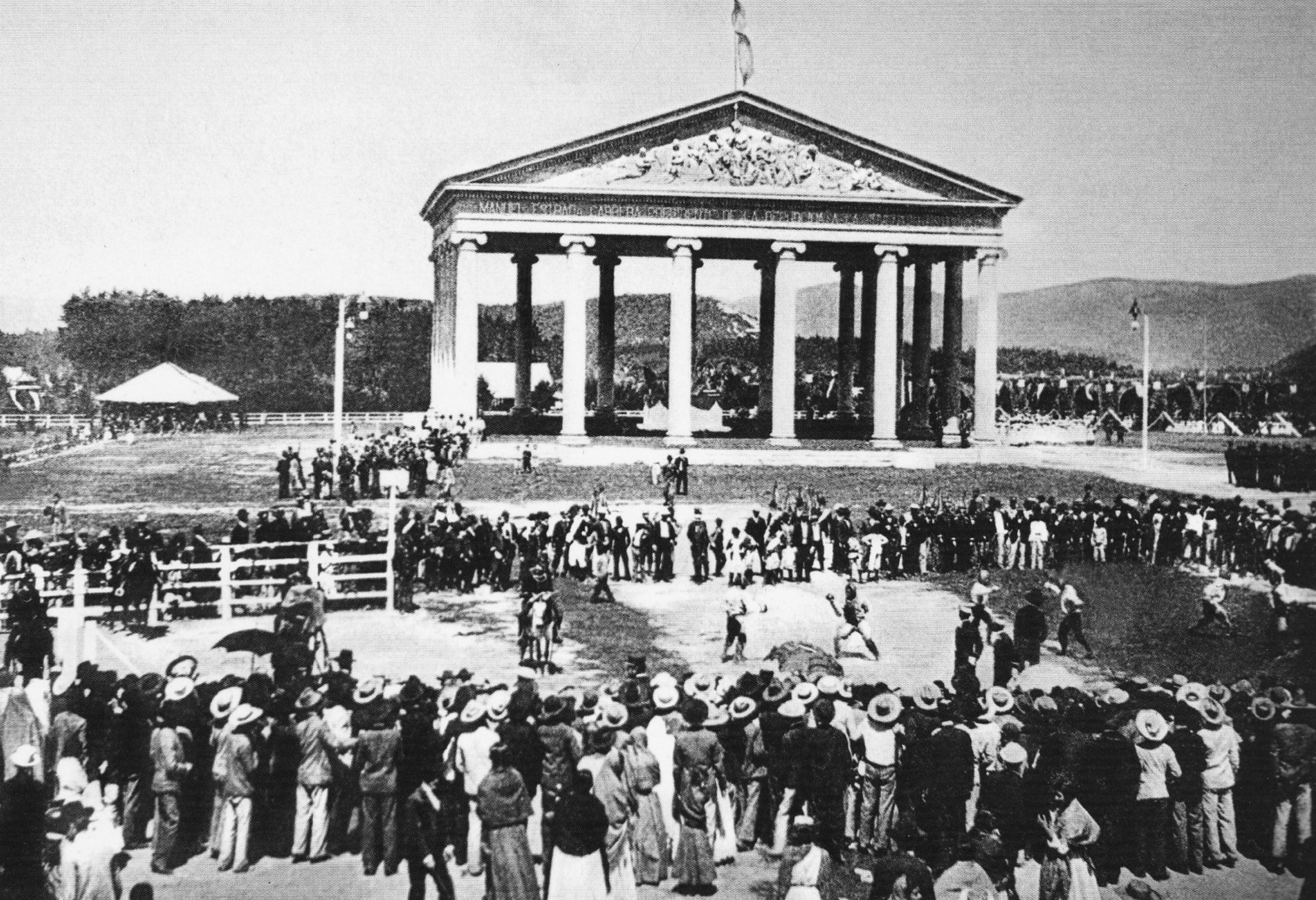
Fiestas minervalias en la Ciudad de Guatemala.

### Antecedentes
El licenciado Manuel Estrada Cabrera se autoproclamó impulsor de la educación y la propaganda de ésta fue una de sus principales políticas de gobierno. El ideal de su gobierno era originalmente alcanzar a toda costa el progreso y ponerse al nivel de los países más desarrollados, por lo que implementó políticas económicas que impulsaron la producción de café mediante el Reglamento de Jornaleros que prácticamente esclavizó a la población indígena -mayoritaria en el país- y promovió la finalización del Ferrocarril del Norte para formar un canal seco que uniera los océanos Atlántico y Pacífico y compitiera con el Canal de Panamá, y que había iniciado el presidente José María Reina Barrios, pero que había quedado inconcluso debido a la crisis generada por la caída internacional de los precios del café y de la plata, y el fracaso de la Exposición Centroamericana.
De la misma manera, se impulsó una educación laica para preparar al ciudadano acorde con los ideales liberales y en clara oposición a la educación religiosa. 
Las celebraciones fueron alcanzando cada año un mayor realce;  aunque al inicio no fueron planificadas con todo el esplendor que alcanzaron. Es más, la construcción de templos de estilo griego -conocidos como templos de Minerva- surgieron a raíz de un accidente en las primeras minervalias y no precisamente por una planificación a largo plazo.

### Primeras fiestas
| «Y nosotros, los que estamos tachados de carecer de creencias religiosas, sólo porque rompimos las ataduras de la superstición y amamos la Libertad, también tenemos nuestro Dios, pero tan puro, que no encontramos ningún símbolo que lo represente, sino que lo adoramos en su esencia misma, que es la Sabiduría.» —Rafael Spínola Discuso inaugural de la primera Fiesta de Minerva 1899 |

.

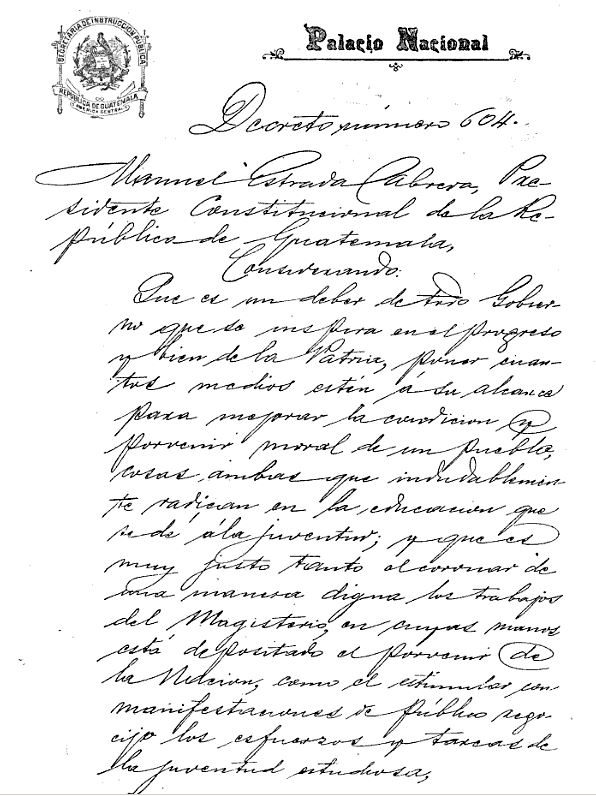
Facsímil del decreto 604, escrito a mano por el presidente Manuel Estrada Cabrera para crear las Fiestas de Minerva.

El decreto 604 del 29 de octubre de 1899 y escrito por el mismo Estrada Cabrera, estipula la celebración de las Fiestas de Minerva con el propósito de clausurar el ciclo escolar. Las celebraciones tendrían lugar el último domingo de octubre de cada año. Las fiestas incluían un desfile escolar donde participaban las escuelas nacionales y privadas, enseguida había una ceremonia en un lugar abierto, al inicio, y luego en templos construidos especialmente para esta actividad. Luego del discurso oficial y de pequeños actos de baile a cargo de escolares, tenía lugar una merienda para los niños ofrecida por las damas de la sociedad guatemalteca. Finalmente, la tarde terminaba con juegos infantiles, presentaciones de esgrima y en la noche, las fiestas infantiles cedían a los bailes para adultos.
En las primeras fiestas, a un lado de la pista del Hipódromo del Norte, frente a la amplia tribuna oficial para presenciar las carreras de caballos se edificó un templo helénico temporal para celebrar los festivales infantiles. Las autoridades escogieron el hipódromo por lo espacioso del lugar y porque la vista desde la tribuna era espléndida.  Ahora bien, durante la primera fiesta de Minerva se desplomó el templo helénico temporal que se había construido para la escenografía de la actividad; luego de un vendaval, el templo cayó sobre la dama que interpretaba a la diosa Minerva y las muchachas que representaban a sus vestales. La población de inmensa mayoría católica y que recién en marzo de 1897 había recibido apoteósicamente al arzobispo metropolitano Ricardo Casanova y Estrada quien retornaba de un exilio de diez años, comentó que esto había sido un castigo de Dios, por estar celebrando fiestas paganas en detrimento de las celebraciones y creencias católicas. No se reportaron heridos de gravedad pero sí la ira de Estrada Cabrera, quien propuso la amonestación a los constructores del templo y prometió mandar a construir un templo sólido imperecedero, que fuera digno de las recién inauguradas celebraciones estudiantiles.
A raíz de este accidente se publicó internacionalmente la calumnia de que la fiesta inaugural había concluido con una espantosa matanza de niños, muertos por soldados que dispararon contra unos amotinados que trataban de asesinar al presidente.  Para desmentir esto, el gobierno de Estrada Cabrera puso mayor empeño en la realización de las segundas fiestas celebradas en 1900 solicitando la colaboración de políticos y literatos guatemaltecos y extranjeros para las páginas del Álbum Conmemorativo de las mismas.
El templo definitivo estuvo listo para las terceras minervalias en 1901; la estructura fue monumental, de construcción muy sólida y con frisos con alegorías griegas. Se le llamó el Palacio de la Ciencia y se convirtió en el principal escenario de las minervalias, localizado en el Hipódromo del Norte de la ciudad de Guatemala. Siguiendo este ejemplo, las cabeceras departamentales y otros pueblos del país se propusieron construir su propio templo, presionados por los Jefes Políticos de la localidad y utilizando sus propios aportes.
Las fiestas minervalias contaban con contribuciones de los mejores poetas y escritores nacionales y extranjeros. En 1902, el poeta peruano José Santos Chocano escribió un poema llamado Pro-Minerva y el nicaragüense Ruben Darío otro llamado Pallas Athenea, ambos dedicados a Estrada Cabrera. Por su parte, el escritor guatemalteco Enrique Gómez Carrillo escribió un artículo celebrando como, mientras otros países celebran fiestas en honor a Marte, en Guatemala se hacían en honor a Minerva y la educación.

### Evolución de las fiestas

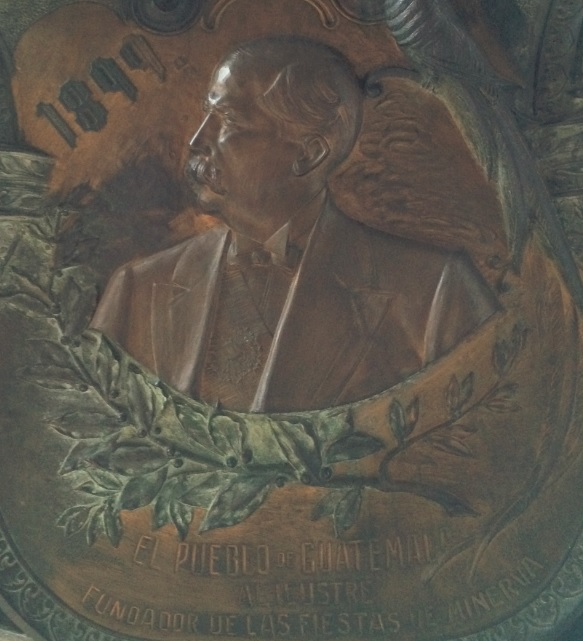
Medallón conmemorativo al presidente Estrada Cabrera, por el decimoquinto aniversario de las Fiestas de Minerva.

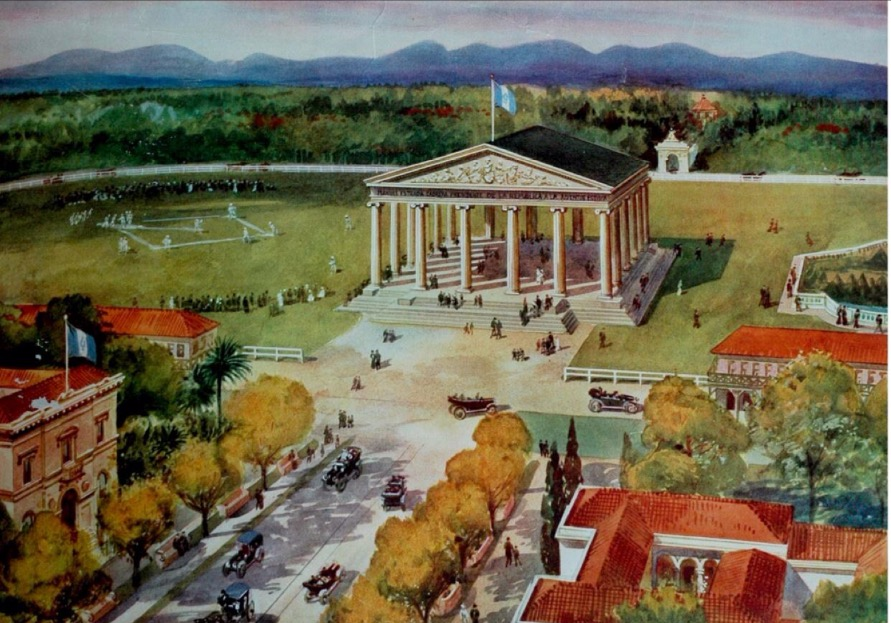
Templo de Minerva y campo de béisbol en la década de 1910. El béisbol era promocionado por la frutera trasnacional estadounidense United Fruit Company, la cual tenía fuertes lazos con el gobierno de Estrada Cabrera.

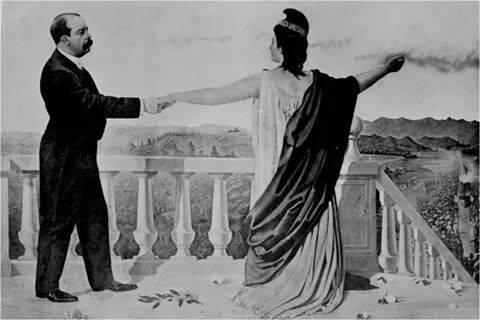
La diosa Atenea muestra a Estrada Cabrera el producto de su labor educativa y le agradece por las Fiestas Minervalias.

La Fiestas de Minerva se celebraron durante veinte años exactos; inicialmente constituyeron la oportunidad para que las damas de la elite social lucieran sus ostentosos vestidos a la usanza parisiense, pudiendo ser admiradas por la población que aprovechaba los escasos momentos de jolgorio para cambiar la rutina diaria del férreo régimen cabrerista. Pero poco a poco fueron aumentado en esplendor:  luego de la inauguración del «Palacio de la Ciencia» -como fue designado el Templo de Minerva de la capital-, se inauguró el Mapa en Relieve de Guatemala en 1905, importante obra de la ingeniería en un concepto de delimitación del territorio basado en la demarcación de los límites de Guatemala y México que dirigiera el ingeniero Claudio Urrutia a finales del siglo xix y en donde además aparece Belice. También 1905 se inició la filmación de las fiestas.
Otro aspecto fue la militarización de la enseñanza y del desfile, mediante el decreto emitido el 16 de junio de 1900; incluso los estudiantes universitarios recibían instrucción militar durante los primeros seis meses del primer año de su carrera.
En 1901, con la inauguración del edificio definitivo, se inició un proceso de institucionalización y crecimiento de los ritos y pompas de las fiestas; ese año se imprimió por primera vez el Álbum de Minerva, que se publicó anualmente, en lujosa presentación, y que se abría con una fotostática del decreto 604 que había establecido las fiestas, y otra con la fotografía del presidente. Los álbumes evolucionaron y se fueron haciendo más voluminosos, ya que reproducían fotografías de las fiestas del año anterior, los resultados de los concursos y las piezas premiadas, así como poesías y mensajes alusivos al festejo -generalmente exaltando al «benemérito de la Patria», Manuel Estrada Cabrera.  Los álbumes también presentaban textos de conocidos autores nacionales y extranjeros, que se referían a temas educativos y a las fiestas de Minerva en Guatemala, y generalmente dedicaban sus mensaje al presidente guatemalteco.
En un principio, el centro de la fiesta estuvo en el desfile escolar y militar que tenía lugar el último domingo de octubre, pero pronto se amplió el programa; así, al finalizar el desfile, había
competencias de bicicletas, carreras a pie y a caballo, carreras de cintas, etc. El desfile, por su parte, se fue haciendo cada vez más marcial, incluyendo la participación de batallones infantiles, maniobras de artillería infantil, y simulacros de los cuerpos de artillería del ejército.  El orden en que iban las diferentes escuelas se publicaba con anticipación en la prensa. La diosa y sus vestales romanas -que el primer año esperaron la comitiva en el templo y sufrieron un accidente menor cuando éste se desmoronó sobre ellas-  después la precedían, acompañadas por «jóvenes atenienses» vestidos con ropajes similares a los usados en la época clásica griega. El cortejo se organizaba en los alrededores de la Plaza Mayor, desde donde pasaban frente a la casa del Presidente (sexta calle y cuarta avenida), para luego enfilar hacia el norte, a lo largo de la sexta avenida; además era habitual que los escolares -especialmente las niñas- se acercaran al balcón del presidente a obsequiarle flores. En los días anteriores a la celebración se construían arcos conmemorativos por donde pasaría la comitiva y en el bulevar de Minerva, se instalaban pabellones de diversos grupos -colonias extranjeras, gremios y clubes-, en donde se celebraban alegres fiestas por las noches.  También se realizaban exposiciones de diversa índole; se inició con exposiciones de flores, pero luego hubo de plantas medicinales, pintura escolar, artesanías, objetos producidos en las escuelas prácticas. El punto culminante del festejo era la premiació de los niños distinguidos; las damas más elegantes de la élite imponían a los estudiantes prendedores de oro de la virtud.
A partir de 1902 se inició la costumbre de colocar medallones con personajes importantes de la historia de la educación en Guatemala en el templo; se inició con el arzobispo Cayetano Francos y Monroy por haber establecidos las dos primeras escuelas de primeras letras en la Nueva Guatemala de la Asunción. Las críticas de los liberales sobre el homenaje a un eclesiástico no se hicieron esperar, y a partir de entonces se homenajeó a personajes importantes de liberalismo guatemalteco, entre ellos Mariano Gálvez, Miguel García Granados, Justo Rufino Barrios, Lorenzo Montúfar y Rivera, José Felipe Flores, Alejandro Marure, etc.
En 1907 se inició la elaboración de bustos de personajes considerados importantes por los liberales; el primero fue el del Dr. Lorenzo Montúfar y Rivera Maestre y luego el del presidente de México, Benito Juárez. En otro lugar, se colocó la primera piedra del Museo Arqueológico, mismo que fue destruido con los terremotos de 1917 y 1918. En 1909 se descubrió el busto del afamado médico de la época colonial Dr. José Felipe Flores y participaron damas por primera vez en un concurso científico-literario.
La autoría de la letra del Himno Nacional de Guatemala había permanecido en el anonimato; entre 1896 y 1910, la sociedad guatemalteca vivió intrigada con el autor «Anónimo» de la letra del Himno. La incertidumbre concluyó cuando el poeta y diplomático cubano José Joaquín Palma -ya en su lecho de muerte- rompió el silencio y afirmó ser el célebre «Anónimo»; no había firmado con su nombre por haber sido miembro del jurado calificador en 1896. En las Fiestas Minervalias de 1910 se le hace un homenaje, y el 23 de julio de 1911, la intelectualidad guatemalteca y el presidente Manuel Estrada Cabrera, lo corona con lauros de plata y olivos de oro en su casa de habitación, ya que el poeta se encontraba en su lecho de muerte. En las Fiestas Minervalias de 1911 se develaron los bustos del obispo Francisco Marroquín y del historiador Alejandro Marure Villavicencio.
La Universidad Nacional participó en las festividades creando el «Premio Flores» para la mejor tesis de la Escuela Facultativa de Medicina; asimismo, la Escuela Facultativa de Derecho y Notariado crea el «Premio Gálvez» para la mejor tesis de esta facultad.
En 1913 se inició la marcha de amazonas y de atletas y las alegorías de las repúblicas centroamericanas, que eran carruajes adornados con arreglos flores en los que iban elegantes señoritas vestidas con trajes clásicos.
En 1914 se presentaron vuelos de aviones -algo nunca antes visto en Guatemala- y se develó en el sitio de honor de todos los templos de Minerva del país un medallón con la efigie del Ilustre Protector de la Educación Nacional, licenciado don Manuel Estrada Cabrera en conmemoración de los quince años de las fiestas. En 1915 participa el poeta nicaragüense Rubén Darío y por primera vez desfilan obreros e indígenas;   los indígenas eran originarios de Mixco e iban con trajes autóctonos e instrumentos musicales. Incluso hubo un discurso sobre La Raza Indígena a cargo de Miguel Ángel Urrutia; ese fue un año especial para los obreros en las minervalias: se les otorgaron dos becas para ir a estudiar a los Estados Unidos de América. También en las fiestas de ese año se colocó la primera piedra del «Monumento al Trabajo» y se advirtió la influencia de la United Fruit Company en el país no sólo con las becas para los obreros, sino que también con una beca para el mejor estudiante de inglés y la promoción del béisbol -deporte estadounidense por excelencia- en un campo adyacente.
En 1917 se develaron los bustos del santo hermano Pedro de San José Betancur y del presbítero Mariano Navarrete, lo que evidenciaba una marcado descenso en el sentimiento anticlerial de las primeras fiestas. En el día de Navidad de ese año y durante los primeros meses de 1918 se produjeron fuertes terremotos que destruyeron la mayor parte de la Ciudad de Guatemala; debido a esto, no se celebraron las fiestas de la capital, pero los departamentos continuaron con sus celebraciones. Mientras la capital yacía entre escombros, y sufría numerosas calamidades producto de la incompetencia del gobierno para recuperarla, los departamentos, destacando entre éstos Alta Verapaz, hicieron gala de sus celebraciones.
Las minervalias sirvieron también para introducir disciplinas deportivas en Guatemala. De este modo, aparte del béisbol, destacó la introducción del fútbol, el ciclismo y de varias disciplinas del atletismo. Por primera vez desfilaron deportistas con sus respectivos uniformes y se realizaron cuadrangulares deportivas. Por otra parte, los desfiles de los autos de los miembros de elite económica demostraban como la bicicleta se había desplazadó ya como medio de lujo y de distinción social.

## En la literatura

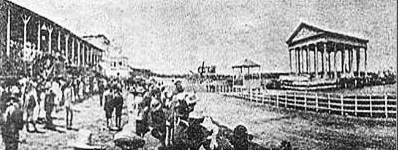
Hipódromo del Norte en 1910.

Numerosos intelectuales guatemaltecos e hispanoamericanos contribuyeron con artículos y discursos para las fiestas. He aquí lo que decían algunos de ellos:

### Enrique Gómez Carrillo
En un discurso que Gómez Carrillo pronunció en la Sorbona de París en relación con las Fiestas Minervalias, indicó que Estrada Cabrera «abrió de par en par las puertas del palacio de la diosa en cuyos azules ojos el maestro Renán aprendió la suprema sabiduría».

### Federico Gamboa
El escritor y diplomático mexicano era el embajador de su país en Guatemala cuando se realizaron las primeras fiestas de Minerva. Para la celebración de la primera escribió: «Amar a la niñez es el instinto. Instruirla es el deber. Lo primero, lo practican hasta los animales; lo segundo, el hombre nada más.  En nuestras sociedades modernas, sin embargo, no todos los hombres pueden cumplir con éste y otros deberes; antes se impone la propia conservación , con sus crueldades, ingratitudes y egoísmos.  La única obra buena que el pobre hace, es su hijo. Pero para que  no se malogre, el Estado ha de intervenir, educándolo, sin reparar en la magnitud del coste que su educación demande.  Los gobiernos que mucho gastan en la educación de los niños, son beneficiosos y previsores.  Fundan, sin saberlo quizá, su mejor caja de ahorros.  Cuando los niños se convierten en ciudadanos, pagan a la Patria el capital y réditos de su vida y de su inteligencia.»
Y para la celebración de 1900 expresó: «Los gobiernos que protegen y difunden la pública instrucción, son honrados; pues al hacer esto, retan valientemente a la generación que ha de juzgar de sus actos y contraen el compromiso solemne de bien comportarse, a fin de salir absueltos de un implacable tribunal al que ellos mismos obsequiaron con la Pluma y con el Libro, únicas armas que no mella el majestuoso y grave discurrir de los años.»

### Máximo Soto Hall

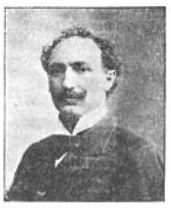
Soto Hall en 1907.

Gustaba de la poesía y la escribía, la historia y la política. Fue un liberal que viajó por muchos países en representación de su patria. Fue ideólogo y un fiel representante de la diplomacia guatemalteca del presidente Manuel Estrada Cabrera, cuya presidencia se caracterizó por otorgar generosas concesiones a inversionistas estadounidenses en Guatemala, especialmente la United Fruit Company y sus subsidiarias International Railways of Central America y Great White Fleet.  También colaboró ampliamente con las Fiestas Minervalias del gobierno de Manuel Estrada Cabrera, escribiendo frecuentemente para los Albumes de Minerva e incluso fue el autor de la letra del Himno a Minerva que compuso Luis F. Arias en 1907.

### Rafael Arévalo Martínez
Aunque escribiera la obra ¡Ecce Pericles! en 1945, -obra en la que critica duramente la dictadura de Estrada Cabrera y ensalza las virtudes de los miembros del partido conservador guatemalteco que se unión en el Partido Unionista-, Arévalo Martínez no fue ajeno a los discursos a favor del presidente guatemalteco mientras este estuvo en el poder; como que él mismo pronunció el discurso de inauguración de las Fiestas Minervalias de 1917 y llamó al presidente un gran hombre patrio.

### Álbumes de Minerva
- Gobierno de Guatemala (1899). Álbum de Minerva 1899 I. Guatemala: Tipografía Nacional.
- — (1900). Álbum de Minerva 1900 II. Guatemala: Tipografía Nacional.
- — (1902). Álbum de Minerva 1902 IV. Guatemala: Tipografía Nacional.
- — (1907). Álbum de Minerva 1907 VII. Guatemala: Tipografía Nacional.